# Moron (kommun)
Moron är en kommun i Haiti.   Den ligger i departementet Grand'Anse, i den västra delen av landet, 200 km väster om huvudstaden Port-au-Prince.